# ノーマン・ジョンソン

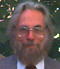

ノーマン・ジョンソン（Norman W. Johnson、1930年11月12日 - 2017年7月13日）はアメリカ合衆国の数学者である。
1930年生まれ。トロント大学で博士号を取得。1966年、すべての面が正多角形でできている凸多面体（うち正多面体、半正多面体、角柱、反角柱は除く）全92種を網羅する一覧表を発表した。ジョンソンにちなんでジョンソンの立体という。